# Austrocyrta

Austrocyrta  (лат.) — род сидячебрюхих перепончатокрылых насекомых из семейства остробрюхих рогохвостов (Xiphydriidae) (триба Derecyrtini, Derecyrtinae). Австралия. 2 вида.

## Распространение
Эндемик Австралии. Первый представитель южноамериканского подсемейства Derecyrtinae в Австралии.

## Описание
Среднего размера перепончатокрылые насекомые с удлинённой формой тела, длина около 1 см. Обладают сильно вздутой за глазами головой. Окраска в основном чёрная с желтоватыми отметинами. Нижнечелюстные щупики 7-члениковые, нижнегубные состоят из 4 сегментов. Жгутик усика включает от 17 до 23 флагелломеров. Лоб и щёки гладкие и блестящие. Заднее крыло расширенное в средней части. В переднем крыле жилка 2r отсутствует. Близок к двум родам Derecyrta и Steirocephala, встречающимся в Южной Америке. Austrocyrta принадлежит к подсемейству Derecyrtinae, так как разделяет общие с ним признаки, такие как, чётко ограниченная килями дорсальная область на мезоскутеллюме и выступающие туберкулы около её вершины. Обнаружены в растительных сообществах, состоящих из таких видов как Callitris glaucophylla (предположительное растение-хозяин) и Opuntia tomentosa. Род был впервые выделен в 1955 году энтомологом Эдгаром Риком (Edgar F. Riek, 1955).
- Austrocyrta australiensis Riek, 1955[2]
- Austrocyrta fasciculata Jennings & Austin, 2009[1]